# باکلان سرونتی
باکلان سرونتی (نام علمی: Microcarbo serventyorum)، گونه‌ای منقرض‌شده باکلان کوچک از هولوسن استرالیا است. جرارد فردریک ون تتس آن را از مواد استخوانی زیرفسیلی (لگنی با بخش‌های نزدیک به استخوان ران و تعدادی مهره دمی) که در سال ۱۹۷۰ در مانداب ذغال‌سنگ نارس در بولزبروک، استرالیای غربی یافت شد، توصیف کرد. ویژگی‌های لگنی نشان می‌دهد که این پرنده در جستجوی غذا در تالاب‌های محدود مانند باتلاق‌ها با پوشش گیاهی متراکم، استخرهای کوچک و نهرهای باریک مهارت داشت. این لقب خاص به افتخار برادران دومینیک و وینسنت سرونتی به دلیل مشارکت آنها در دانش باکلان استرالیایی بوده است.